# یون هه یونگ
یون هه یونگ (کره‌ای: 윤해영؛ زادهٔ ۵ ژانویه ۱۹۷۲) بازیگر اهل کره جنوبی است. او حرفه بازیگری خود را پس از قبولی در ادیشن باز اس‌بی‌اس در سال ۱۹۹۳ آغاز کرد و در درام‌های کره‌ای همچون ببین و دوباره ببین (۱۹۹۸)، این عشقه (۲۰۰۱)، فیل (۲۰۰۸) و داستان جون‌هوا و هونگ‌ریون (۲۰۰۹) ایفای نقش کرده‌است.

## فیلم‌شناسی

### مجموعه تلویزیونی
| سال       | عنوان                              | نقش                     |
| --------- | ---------------------------------- | ----------------------- |
| ۲۰۰۶      | عشق نمی‌تواند صبر کند               | کیم ته هی               |
| ۲۰۰۶      | عشق و آرزو                         | جه اون                  |
| ۲۰۰۷      | آسمان و زمین                       | پارک میونگ جو           |
| ۲۰۰۸      | کوکیری (فیل)                       | هه یونگ                 |
| ۲۰۰۸      | تو باارزش منی                      | پارک جم ما              |
| ۲۰۰۹      | داستان جونگ‌هوا و هونگ‌ریون          | هونگ ریون               |
| ۲۰۱۰      | درام ویژه «قهوه داغ»               | اوه جونگ                |
| ۲۰۱۱      | درام ویژه «Special Task Force MSS» | ویویان/لی سون دوک       |
| ۲۰۱۲      | بزرگ                               | لی جونگ هه              |
| ۲۰۱۲      | من به شما علاقه دارم               | کانگ جین جو             |
| ۲۰۱۳      | نخست‌وزیر و من                      | نا یون هی               |
| ۲۰۱۴      | آفتاب نیمه شب                      | دو مین گو               |
| ۲۰۱۵      | تی‌وی ناول On a Blue Day            | جانگ دوک هی/جانگ ئه شیم |
| ۲۰۱۶      | پزشکان                             | یون جی یونگ             |
| ۲۰۱۸      | خانم ما الهه انتقام                | لی می سون               |
| ۲۰۱۹–۲۰۲۰ | نواقص عشق                          | خانم اوه                |
| ۲۰۲۱      | خانواده رؤیایی من باش              | اوه مین هی              |
| ۲۰۲۳      | بانو دوریان                        | جانگ سه می              |